# Regional Preferente de La Rioja 2001-02
La temporada 2001-02 de Regional Preferente de La Rioja era el quinto y último nivel de las Ligas de fútbol de España para los clubes de La Rioja, por debajo de la Tercera División de España.

## Sistema de competición
Los 25 equipos se reparten en dos grupos, que se enfrentan a doble vuelta, una vez en casa y otra en el campo del equipo rival, todos contra todos.
Los cuatro primeros clasificados de cada grupo pasan a una fase de ascenso, en modo liguilla, enfrentándose también todos contra todos a doble vuelta. El campeón de esta liguilla asciende a Tercera División. El segundo clasificado se enfrentará en un playoff a ida y vuelta contra el segundo clasificado de la Preferente de Navarra. El ganador de este playoff también consigue el ascenso.
Si ascendieran desde el grupo XV de Tercera División más equipos de los que descendieran desde Segunda B, habría más plazas de ascenso, que obtendrían los siguientes clasificados de la fase de ascenso.

## Grupo 1[1]
| Pos. | Equipo                 | Pts. | PJ | G  | E | P  | GF | GC | Dif. |                                              |
| ---- | ---------------------- | ---- | -- | -- | - | -- | -- | -- | ---- | -------------------------------------------- |
| 1    | C. D. Mirandés "B" (C) | 51   | 24 | 16 | 3 | 5  | 53 | 26 | +27  | Fase de ascenso a Tercera                    |
| 2    | C. D. San Marcial      | 48   | 24 | 14 | 6 | 4  | 62 | 26 | +36  | Fase de ascenso a Tercera                    |
| 3    | Peña Balsamaiso C. F.  | 48   | 24 | 15 | 3 | 6  | 49 | 36 | +13  | Fase de ascenso a Tercera                    |
| 4    | C. C. D. Alberite      | 47   | 24 | 14 | 5 | 5  | 50 | 24 | +26  | Fase de ascenso a Tercera                    |
| 5    | C. D. Anguiano         | 40   | 24 | 11 | 7 | 6  | 47 | 33 | +14  |                                              |
| 6    | C. D. La Charca        | 38   | 24 | 11 | 5 | 8  | 43 | 37 | +6   | El club no compite en la siguiente temporada |
| 7    | C. F. Laguardia        | 36   | 24 | 10 | 6 | 8  | 49 | 32 | +17  |                                              |
| 8    | C. D. Cenicero         | 33   | 24 | 8  | 9 | 7  | 42 | 33 | +9   |                                              |
| 9    | Náxara C. D.           | 32   | 24 | 10 | 2 | 12 | 43 | 48 | −5   |                                              |
| 10   | C. D. San Lorenzo      | 19   | 24 | 5  | 4 | 15 | 31 | 66 | −35  |                                              |
| 11   | C. D. Bañuelos         | 18   | 24 | 4  | 6 | 14 | 23 | 43 | −20  |                                              |
| 12   | Casalarreina C. F.     | 14   | 24 | 4  | 2 | 18 | 33 | 74 | −41  |                                              |
| 13   | C. D. La Calzada       | 13   | 24 | 3  | 4 | 17 | 15 | 62 | −47  |                                              |

 Fuente: www.futbol-regional.es

## Grupo 2[2]
| Pos. | Equipo                   | Pts. | PJ | G  | E  | P  | GF | GC | Dif. |                           |
| ---- | ------------------------ | ---- | -- | -- | -- | -- | -- | -- | ---- | ------------------------- |
| 1    | C. D. Berceo (C)         | 45   | 22 | 14 | 3  | 5  | 54 | 21 | +33  | Fase de ascenso a Tercera |
| 2    | C. D. Varea              | 42   | 22 | 12 | 6  | 4  | 60 | 19 | +41  | Fase de ascenso a Tercera |
| 3    | C. D. Arnedo             | 41   | 22 | 12 | 5  | 5  | 35 | 22 | +13  | Fase de ascenso a Tercera |
| 4    | Valvanera C. D.          | 39   | 22 | 11 | 6  | 5  | 35 | 25 | +10  | Fase de ascenso a Tercera |
| 5    | C. D. Villegas           | 36   | 22 | 10 | 6  | 6  | 45 | 28 | +17  |                           |
| 6    | C. F. Rápid              | 33   | 22 | 9  | 6  | 7  | 39 | 32 | +7   |                           |
| 7    | C. D. Calahorra "B"      | 27   | 22 | 5  | 12 | 5  | 28 | 27 | +1   |                           |
| 8    | Yagüe C. F.              | 26   | 22 | 7  | 5  | 10 | 25 | 44 | −19  |                           |
| 9    | S. D. Oyonesa            | 21   | 22 | 5  | 6  | 11 | 23 | 42 | −19  |                           |
| 10   | A. D. Fundación Logroñés | 19   | 22 | 4  | 7  | 11 | 18 | 35 | −17  |                           |
| 11   | C. D. Aldeano            | 18   | 22 | 5  | 3  | 14 | 27 | 64 | −37  |                           |
| 12   | C. At. Vianés            | 13   | 22 | 2  | 7  | 13 | 19 | 49 | −30  |                           |

 Fuente: www.futbol-regional.es

## Fase de Ascenso[3]
| Pos. | Equipo                | Pts. | PJ | G | E | P | GF | GC | Dif. |                                              |
| ---- | --------------------- | ---- | -- | - | - | - | -- | -- | ---- | -------------------------------------------- |
| 1    | C. D. Varea (A)       | 32   | 14 | 9 | 5 | 0 | 43 | 10 | +33  | Ascenso a Tercera                            |
| 2    | C. C. D. Alberite     | 24   | 14 | 6 | 6 | 2 | 22 | 8  | +14  | Promoción de ascenso a Tercera               |
| 3    | C. D. San Marcial     | 24   | 14 | 7 | 3 | 4 | 28 | 23 | +5   |                                              |
| 4    | Peña Balsamaiso C. F. | 21   | 14 | 6 | 3 | 5 | 16 | 16 | 0    |                                              |
| 5    | Valvanera C. D.       | 18   | 14 | 5 | 3 | 6 | 21 | 25 | −4   |                                              |
| 6    | C. D. Berceo          | 17   | 14 | 5 | 2 | 7 | 21 | 23 | −2   |                                              |
| 7    | C. D. Arnedo          | 11   | 14 | 3 | 2 | 9 | 16 | 36 | −20  |                                              |
| 8    | C. D. Mirandés "B"    | 7    | 14 | 1 | 4 | 9 | 12 | 38 | −26  | El club no compite en la siguiente temporada |

 Fuente: arquero-arba.futbolme.net
El C. D. Varea, pese a haber conseguido el ascenso, finalmente renunció a la plaza en Tercera División. Su plaza la ocupó el C. C. D. Alberite, pese a no haber superado la promoción.
El ascenso de dos equipos desde el grupo XV de Tercera División propició que hubiera una plaza más de ascenso que consiguió el C. D. San Marcial

## Promoción de ascenso
| Equipo 1      | Agr. | Equipo 2          | Ida | Vuelta |
| ------------- | ---- | ----------------- | --- | ------ |
| C. D. Lourdes | 7-1  | C. C. D. Alberite | 5-0 | 2-1    |

| Ida; 9 de junio de 2002 | C. D. Lourdes | 5-0 | C. C. D. Alberite |  |  |

| Vuelta; 16 de junio de 2002 | C. C. D. Alberite | 1-2 (Global 1-7) | C. D. Lourdes |  |  |

| Asciende el C. D. Lourdes |